# Jean Corbo
Jean Corbo (né le 24 juillet 1949, mort le 14 juillet 1966 à Montréal) était un militant du  Front de libération du Québec (FLQ). Il est mort à l'âge de 16 ans en posant une bombe dans une usine de la Dominion Textile, dans le quartier Saint-Henri. Au moment de son décès, Jean Corbo résidait à Ville Mont-Royal et était étudiant au collège Jean-de-Brébeuf. Il s'agissait du frère cadet de Claude Corbo, professeur et ancien recteur de l'Université du Québec à Montréal.

## Biographie
Jean Corbo était le fils du notaire Nicola Corbo, Québécois d'origine italienne, et de Mignonne Côté, Québécoise d'origine canadienne-française. Son grand-père était immigrant italien, et fut pour cette raison incarcéré pendant deux ans dans un camp d'internement, en Ontario, durant la Seconde Guerre mondiale. En 1965, alors qu'il avait 15 ans Jean Corbo participait au montage des pages internationales du journal Quartier Latin. Le 14 juillet 1966, Jean Corbo participa à l'installation d'une bombe à une usine de la Dominion Textile, dont les 5000 travailleurs affiliés à la CSN étaient en grève depuis cinq mois. En soirée, les policiers le découvrirent mort. Ses jambes et l'un de ses bras avaient été déchiquetés par la dynamite ayant explosé au mauvais moment. Un plan détaillé de l'édifice de la Dominion Textile fut trouvé à quarante pieds de son cadavre.
Les deux verdicts de l’enquête du coroner ont tenu responsables de mort violente avec négligence criminelle huit individus, dont les militants felquistes Pierre Vallières et Charles Gagnon. Cet attentat du FLQ était le second en deux mois à causer la mort à Montréal. En effet, au mois de mai précédent, une bombe posée à l'usine de chaussures H. B. Lagrenade avait tué par erreur Thérèse Morin, employée de la manufacture.

## Postérité
Le poète Gaston Miron a écrit un poème au sujet de Corbo intitulé Le Camarade. Deux films ont mis en scène le personnage de Corbo : un court-métrage de 2013, également nommé Le Camarade, et un long-métrage de 2015, Corbo.